# Sesto Claudio Petronio Probo
Sesto Claudio Petronio Probo (latino: Sextus Claudius Petronius Probus; Verona, 328 – Tessalonica, 390) fu un politico dell'Impero romano, uomo tra i più ricchi e influenti della sua epoca.

## Biografia

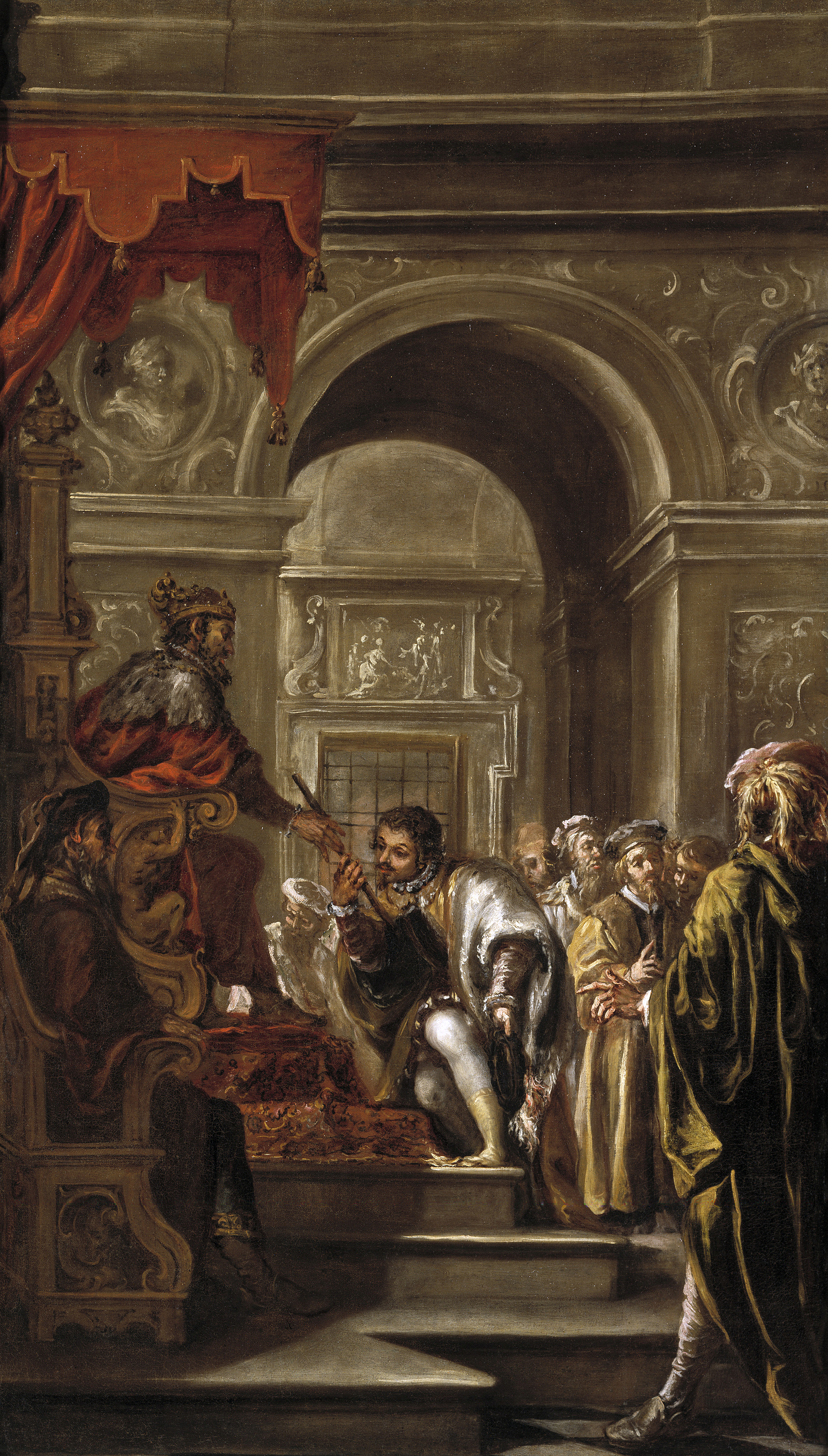
Nomina di Ambrogio come governatore di Liguria ed Emilia da parte di Probo, dipinto di Juan de Valdés Leal, 1673 circa

Personaggio di rilievo dell'aristocrazia romana del IV secolo, Probo era noto per le sue ricchezze, per il suo potere e per le sue connessioni sociali. Nato attorno al 328 circa, era cristiano e appartenente alla potente gens Petronia di Verona; si imparentò con la gens Anicia sposando Anicia Faltonia Proba, figlia di suo cugino Quinto Clodio Ermogeniano Olibrio, da cui ebbe due figli, Anicio Probino e Anicio Ermogeniano Olibrio. Fu il nonno paterno dell'imperatore Petronio Massimo. La sua data di morte non è nota, ma era ancora vivo nel 390, quando, secondo la Vita Ambrosii di Paolino di Milano, due nobili sasanidi si presentarono al cospetto di Teodosio I a Mediolanum ma partirono il giorno dopo per Roma per vedere dal vivo Petronio Probo, orgoglio dell'aristocrazia romana, leggenda già in vita.
Ebbe una carriera di assoluto rilievo, che non ha rivali tra i suoi contemporanei. Fu quaestor e praetor urbanus, proconsole d'Africa nel 358, poi prefetto del pretorio per quattro volte: per l'Illirico nel 364, per la Gallia nel 366, per l'Italia nel 368-375 e di nuovo nel 383; nel frattempo rivestì il consolato nel 371, assieme all'imperatore Graziano.
Nel 371 si trovava a Sirmio quando seppe di un attacco di Sarmati e Quadi: dopo aver considerato la possibilità di fuggire, rimase a predisporre le difese della città. L'anno successivo nominò Ambrogio governatore dell'Aemilia et Liguria. Nel 375 il filosofo Ificle, esponente di spicco di un'ambasciata degli Epirioti a corte, rivelò all'imperatore Valentiniano I che Probo opprimeva fiscalmente la regione; le accuse furono alimentate anche dal magister officiorum Leone, che sperava di succedere a Probo nella carica di prefetto del pretorio.
Risale al regno di Valentiniano stesso la Tavola di Trinitapoli nella quale Probo viene menzionato. Dopo la morte di Valentiniano I, ne servì il figlio Valentiniano II che poi seguì in Oriente, alla corte di Teodosio I, in occasione dell'usurpazione di Magno Massimo (387). Morì poco dopo, a Tessalonica.
Ricevette diverse lettere da Quinto Aurelio Simmaco e la dedica della Ora Maritima di Postumio Rufio Festo Avienio; scrisse dei poemi e dedicò all'imperatore Teodosio una raccolta di versi propria, di suo padre e di suo nonno (Anthologia Latina I 783). Fu patrono di Capua.

## Giudizi su Petronio
Lo storico Ammiano Marcellino, suo contemporaneo, lo descrive come un uomo vano e rapace che «possedeva proprietà in tutte le parti dell'impero, ma se fossero state ottenute onestamente o meno non è cosa da dirsi per un uomo come me». Sempre Ammiano afferma che era benevolente con i propri amici e che tramava perniciosamente contro i suoi nemici, servile con coloro che erano più potenti e senza pietà con i più deboli, che ambiva ad ottenere gli incarichi ufficiali e che esercitava l'influenza che gli derivava dalla propria ricchezza, sempre insicuro anche all'apice del suo potere.
In varie iscrizioni Probo si descrive come «l'apice della casa degli Anici», «eruditissimo in tutte le materie» e «apice della nobiltà, luce della letteratura e dell'eloquenza»: queste parole suggeriscono che fosse patrono della letteratura, incluso il poeta Decimo Magno Ausonio, ruolo continuato dai suoi figli, che furono patroni del poeta Claudio Claudiano il quale dedicò loro il Panegyricus dictus Probino et Olybrio consulibus in occasione del loro consolato e nel quale il poeta dipinge un ritratto lusinghiero di Probo. Era amico di Quinto Aurelio Simmaco, che gli indirizzò sei tra le lettere che sono state tramandate.